# Język pom
Język pom – język austronezyjski używany w prowincji Papua w Indonezji. Według danych szacunkowych z 1987 r. (SIL International) mówiło nim wówczas 2 tys. osób.
Obszar tego języka obejmuje wsie Mias Endi, Pom i Serewen na wyspie Yapen (kabupaten Kepulauan Yapen). Dodatkowo niektórzy jego użytkownicy zamieszkują wyspę Num (Miosnum); według danych z 1961 r. – miejscowość Yetuairau.
Jest blisko spokrewniony z językiem woi.
Uchodzi za zagrożony wymarciem. Nie jest używany konsekwentnie przez wszystkie grupy wiekowe (według danych Ethnologue posługują się nim przede wszystkim osoby dorosłe).